# Grote Reber
Grote Reber (Chicago, 22 de diciembre de 1911 - Tasmania, 20 de diciembre de 2002). Ingeniero estadounidense, pionero de la radioastronomía. El trabajo de Reber fue clave al repetir y perseverar en el trabajo precursor, aunque sencillo, de Karl Guthe Jansky consiguiendo el primer mapa celeste en las radiofrecuencias.

## Biografía
Grote Reber nació y creció en Chicago y se recibió de ingeniero de radio en el Instituto Tecnológico de Illinois en 1933. Trabajó para varios fabricantes de radio de Chicago desde 1933 hasta 1947. Era también un apasionado radioaficionado (W9GFZ)y astrónomo amateur. En 1933 conoció el trabajo de Jansky y descubrió su vocación, por lo que solicitó empleo en los Bell Labs, el entonces empleador de Jansky, pero en medio de la Gran Depresión no había interés en esas investigaciones ni vacantes disponibles.

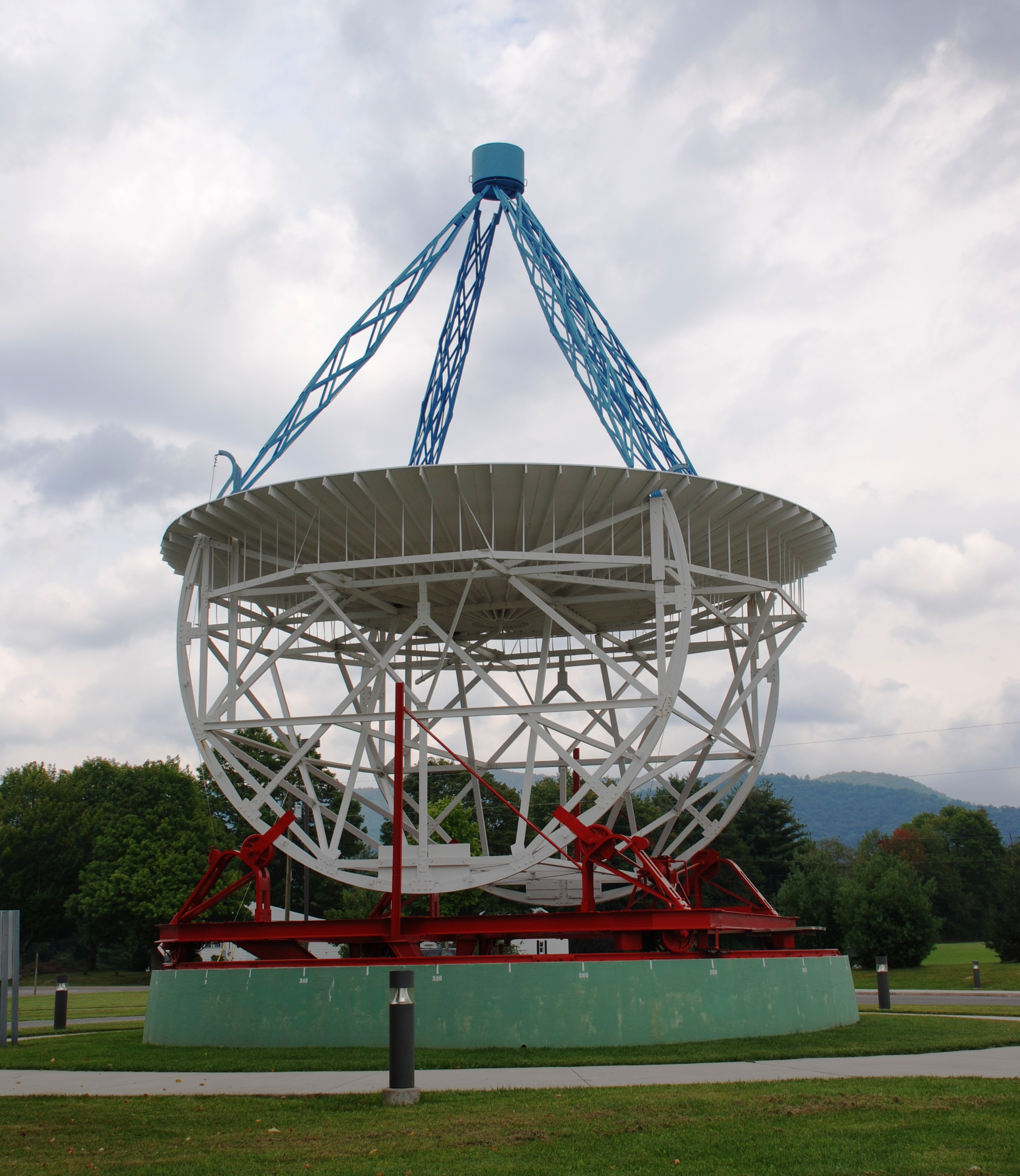
Radiotelescopio fabricado por Grote Reber.

Reber decidió construir su propio radiotelescopio en el patio de su casa de Wheaton, un suburbio de Chicago. Su diseño fue considerablemente más avanzado que el de Jansky. Consistía de un espejo de metal parabólico de 9 m de diámetro, enfocado en un radioreceptor a 8 m sobre el espejo. El dispositivo, completado en 1937, estaba montado en un soporte inclinable que permitía apuntarlo en varias direcciones, aunque no girarlo.
Reber no obtuvo señales extraterrestre con su primer receptor, que operaba a 3300 MHz, ni con el segundo, operado a 900 MHz. Su tercer intento, a 160 MHz (1938), fue exitoso, confirmando el hallazgo de Jansky. 
En 1944 publica el primer mapa de radio de la Vía Láctea. Su actividad cartográfica durante la postguerra fue el disparador de la explosión en el interés por la radioastronomía.
La teoría estándar de las emisiones de radio espaciales indicaba que se debía a la radiación de cuerpo negro que es emitida por todos los cuerpos calientes. Por lo tanto, se esperaba que la radiación fuera con preferencia de alta energía, debido a la presencia de estrellas y otros cuerpos calientes. Reber demostró, en cambio, que había una cantidad considerable de señales de baja energía. Solo en los años 1950 se pudo explicar estas mediciones a partir de la radiación sincrotón, generada por electrones acelerados a velocidades cercanas a la de la luz por campos magnéticos.
Reber donó su telescopio al Observatorio Nacional de Radioastronomía y contribuyó con su reconstrucción en Green Bank (Virginia Occidental). Allí el instrumento fue montado en una mesa giratoria, permitiendo cualquier orientación deseada. También colaboró con una reconstrucción del telescopio original de Jansky. Pasó cuatro años trabajando para la Oficina Nacional de Estándares (el actual NIST, National Institute of Standards and Technology).
En los años 1950 quiso retomar su actividad pero el campo ya estaba cubierto con nuevos instrumentos más grandes y más caros. Volvió entonces su atención a las señales de radio de muy baja frecuencia, un área entonces bastante descuidada como hoy en día. Como estas señales son filtradas por la ionosfera terrestre, Reber se desplazó a Tasmania buscando un lugar más propicio para realizar sus observaciones en momentos de baja actividad solar. Allí murió en 2002.
Aunque el primer mapa con un radio contorno del universo radioeléctrico observable con su radiotelescopio, mostrando el intenso ruido proveniente de las regiones cercanas a la constelacioes del Cisne, Casiopea y el centro de la galaxia en Sagitario, fue publicado en el Astrophysical Journal de 1944 su publicación despertó poco interés de la comunidad astronómica de entonces. La falta de apoyo a su trabajo e interés en construir un radiotelescopio mayor dejó en él una mala opinión acerca de la comunidad científica.

## Premios y reconocimientos
- Medalla Catherine Wolfe Bruce de la Sociedad Astronómica del Pacífico (1962)
- Clase Magistral Henry Norris Russell (1962)
- Medalla Jackson-Gwilt Medal de la Real Sociedad Astronómica de Londres (1983)
- El asteroide (6886) Grote fue nombrado en su honor.